# Barbadillo del Pez
Barbadillo del Pez è un comune spagnolo di 68 abitanti situato nella comunità autonoma di Castiglia e León.